# Eusynthemis netta
Eusynthemis netta – gatunek ważki z rodziny Synthemistidae.